# Thaluta maxmarrowi
Thaluta maxmarrowi is een slakkensoort uit de familie van de Costellariidae. De wetenschappelijke naam van de soort is voor het eerst geldig gepubliceerd in 1980 door Cernohorsky.